# مؤسسة ناندي
مؤسسة ناندى (بالإنجليزية: Naandi Foundation)‏ وباللغة السنسكريتيه تعني البداية الجديدة تأسست في عام 1998؛ وهي مؤسسة ذات نفع عام ومسرح نشاطها في الهند. تعد واحدة من أكبر وأسرع القطاعات نموا في القطاع الاجتماعي والمنظمات العاملة في الهند وتهدف إلى جعل الفقر جزءا من التاريخ.

## أعمال المؤسسة
تركز المؤسسة على ثلاثة قطاعات:
1. حقوق الطفل
2. المياه والمرافق الصحية
3. سبل كسب العيش المستمرة.

وهناك أفكار تدور حول بناء نماذج دائمة داخل القطاع الاجتماعي بالرغم من التحديات لايصال الخدمات بكفاءه وانصاف لمختلف فئات المجتمعات الهندية. كما يسود في المؤسسة إيمان بأن أي نشاط اجتماعي فعال يجب أن يسهم فيه أصحاب المصلحة المباشرة، تماما كما يسهم فيه أصحاب المصلحة غير المباشرة، الأمر الذي يحقق النجاح والاستجابة الفعالة من أبناء المجتمع.

## أسلوبها في العمل
يعمل في هذا المشروع موظفو المؤسسة جنبا إلى جنب مع الحكومات والمجتمعات المحلية في الهند والشركات ومؤسسات المجتمع المدني التي تؤمن الموارد المالية والتقنية والبشرية. كما يتم التباحث بشكل دائم حول إيجاد حلول جديدة على نطاق واسع لحل مسألة الفقر والمسائل ذات الصلة في جميع أنحاء البلاد حتى تتم الاستفادة باقصي قدر من الكفاءة والاستخدام المنصف لكل روبية تنفق في هذا القطاع.
هذا وقد ثبت منذ عام الانطلاق في 1998 أن الشراكة بين القطاعين العام والخاص قد أثبتت فاعلية ساعدت المؤسسة في إيجاد حلول دائمة غير مكلفة للأسر التي تعيش في الريف.

## فريق المؤسسة
يشكل مؤسسة ناندى فريق عمل مؤلف من 250 موظفا يعمل مع المئات من العاملين في المجتمعات المحلية، وتمس نشاطاتها حياة أكثر من 650,000 شخص.
وللمؤسسة نشاطات في سبع ولايات هي: 
- 1. أندرا براديش
- 2. راجستان
- 3. ماديا براديش
- 4. ناجالاند
- 5. ماهاراشترا
- 6. اندمانس
- 7. تشهاتيسغار

## مواقع خارجية
- الموقع الرسمي لمؤسسة ناندي